# Viessmann

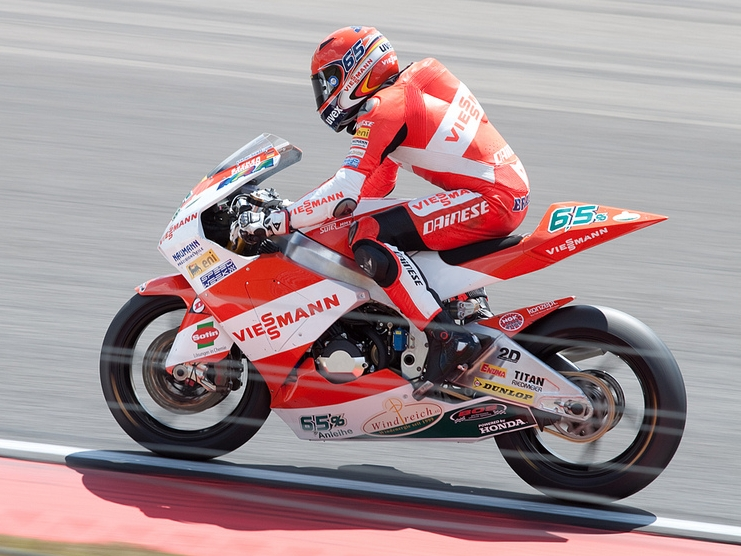
Штефан Брадл

Viessmann — торговая марка, принадлежащая семейному предприятию Viessmann Werke GmbH & Co. KG. Под этой маркой производятся системы отопления, охлаждения и промышленные системы для различных типов зданий и сооружений. Основной продукцией фирмы являются газовые напольные и настенные котлы, а также котлы, предназначенные для работы с вентиляторными горелками, использующими различные виды топлива (природный газ, дизельное топливо, биодизель), бойлеры (баки—водонагреватели) и автоматические системы управления отопительным оборудованием.
Компания контролирует 23 производственных подразделения в 11 странах, а её продукты доступны в 74 странах. Viessmann владеет 32 филиалами и 120 офисами продаж по всему миру.
Компания была основана в 1917 году. В 2017 году компания празднует 100-летие под лозунгом 100+ Into a new century. На сегодняшний день владельцем является Профессор доктор Мартин Виссманн, который представляет собой уже третье поколение владельцев предприятия. В 2016 году Мартин Виссманн награжден Премией академии ИНТЕС и журнала Импульс как самый успешный владелец семейного бизнеса в Германии.
Максимиллиан Виссманн, четвертое поколение, на данный момент является директор по информационным технологиям и готовится перенять бразды правления концерном.
Годовой оборот компании Viessmann составляет 2,2 млрд евро, количество сотрудников насчитывает 12 000 человек. Доля экспорта — 56 %.
Производственная программа включает в себя отопительное оборудование с диапазоном мощностей от 1,5 до 116 000 кВт.
Viessmann является одним из основных спонсоров таких зимних видов спорта, как биатлон, лыжные гонки, санный спорт, лыжное двоеборье и прыжки с трамплина. Среди спортсменов, участвующих в спонсорской программе, такие звезды, как Андреа Хенкель, Александр Вольф, Эви Захенбахер-Штеле, Эрик Френцель, Татьяна Хюфнер, Феликс Лох.
Viessmann также был спонсором команды Kiefer Racing на чемпионате мира по шоссейно-кольцевым мотогонкам, за которую гонщик Штефан Брадл выиграл Moto2 2011 года.
Viessmann — один из основных спонсоров Гонки чемпионов в Москве в 2012 году.
В России Viessmann представлен ООО «Виссманн», официально зарегистрированной в 1998 году. В 2017 году Viessmann в Липецкой области на территории ОЭЗ открывает свой первый завод в России, на котором будут производиться газовые водогрейные котлы низкого давления для промышленного и производственного применения мощностью от 0,65 до 6,75 МВт.
Академия Viessmann была неофициально создана компанией в 60-х годах. Академия проводит курсы повышения квалификации для подрядчиков, проектировщиков, архитекторов, застройщиков, инспекторов учебных заведений и собственных сотрудников, в общей сложности более 92 000 специалистов отрасли каждый год.